# Santiago de Laysequilla y Palacio
Santiago de Laysequilla y Palacio, (Valle de Liendo (Cantabria), 4 de agosto de 1630 - ), fue un funcionario español.

## Biografía
Hijo de don Juan de Laysequilla y Martínez de Bolde y de doña Francisca de Palacio y del Hoyo.
Fue corregidor de Orense (desde el 12 de agosto de 1686 hasta el 17 de noviembre de 1690, sucediéndole don Juan Antonio de Covillas), de Ponferrada (desde el 1 de febrero de 1692 hasta el 27 de junio de 1695) y de Ciudad Real (desde el 20 de mayo de 1697). Alcalde de Antequera. Abogado de los Reales Consejos.
Padre, entre otros, de José de Laysequilla y Aguilar.